# Succasunna-Kenvil, New Jersey
Succasunna-Kenvil, New Jersey (енгл. Succasunna-Kenvil) град је у америчкој савезној држави Њу Џерзи.

## Демографија
По попису из 2000. године број становника је 12.569.
| Група             | 2000.          | 2010.    |
| Белци             | 11.307 (90,0%) | 0 (0,0%) |
| Афроамериканци    | 168 (1,3%)     | 0 (0,0%) |
| Азијати           | 517 (4,1%)     | 0 (0,0%) |
| Хиспаноамериканци | 487 (3,9%)     | 0 (0,0%) |
| Укупно            | 12.569         | 0        |